# Lüchun
Lüchun är ett härad i Honghe, en autonom prefektur för hanifolket och yifolket i Yunnan-provinsen i sydvästra Kina. I häradet ligger en del av de terrassodlingar som bildar världsarvet Honghe Hani risterrasser.